# Suaeda pannonica
Soude de Pannonie
Espèce
Classification phylogénétique
Suaeda pannonica (la soude de Pannonie) est une plante appartenant à la famille des Amaranthaceae et au genre Suaeda.